# Weingut Hirsch

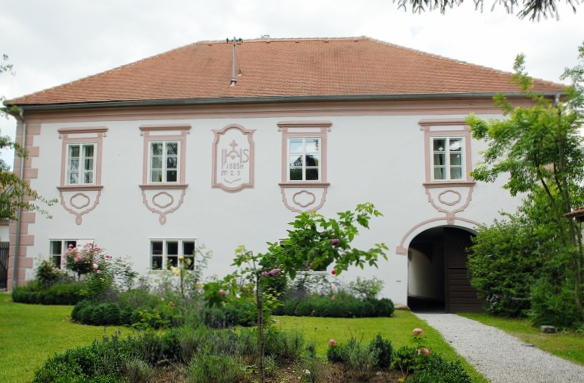
Der historische Zehenthof der Familie Hirsch in Kammern, 2012

Das Weingut Hirsch in Kammern ist ein österreichisches Weingut im Weinbaugebiet Kamptal in Niederösterreich.

## Das Weingut
Geleitet wird das Weingut seit 1995 von Johannes Hirsch (* 11. Juni 1971). 1990 hatte dieser seine Schulausbildung an der Höheren Bundeslehr- und Versuchsanstalt für Wein- und Obstbau in Klosterneuburg abgeschlossen und hernach Praktika in einem kleinen Familienbetrieb in der Pfalz, bei Rippon Vineyards in Neuseeland, bei Penfolds im australischen Barossa Valley, bei den Grand Cru Vineyards im kalifornischen Sonoma Valley sowie bei Opstal Estate in Südafrika absolviert. Außerdem absolvierte Hirsch seit den 1980er-Jahren eine Besichtigungstour bei hunderten Weinbaubetrieben in ganz Europa und in Übersee. 1999 brachte er die letzte Rotweinernte ein, sodann rodete er sämtliche Weingärten mit roten Rebsorten. Der Anbau fokussiert seither ausschließlich auf Grüner Veltliner und Riesling.
Die zu 100 Prozent mit weißen Rebsorten bestockte Rebfläche beträgt 31 Hektar (Stand 2023). Das Weingut zählt zu den renommiertesten Betrieben des Kamptales und ist überregional für seine Lagenweine der Sorten Grüner Veltliner und Riesling bekannt. Die besten Weine stammen aus den Lagen Heiligenstein, Lamm, Gaisberg, Grub und Renner.
Über den Riesling Ried Heiligenstein hinaus gibt es seit dem Jahrgang 2021 aus einer Subried des Heiligensteins den Riesling Ried Heiligenstein-Rotfels, der auf Anhieb von Falstaff mit dem extrem selten vergebenen Bewertungsmaximum von 100 Punkten ausgezeichnet wurde. In der Ried Heiligenstein-Rotfels kommen rotbraune Sandsteine und grobe Konglomerate sowie Reste versteinerter Pflanzen und Gerölle vulkanischer Quarzporphyre vor. Um seinen Kunden unter optimalen Verhältnissen gereifte Weine anbieten zu können, hat das Weingut einen Raritätenbestand angelegt. Zumindest sieben Jahre zurück können Topweine mit moderatem Aufschlag direkt ab Hof bezogen werden. Sämtliche Topweine werden spontan (ohne Einsatz von Reinzuchthefen) vinifiziert. Auch bei den Premiumweinen werden im Ausbau moderate Alkoholwerte angestrebt.
2007 erlangte der Betrieb die Biozertifizierung. Im Jahr 2013 erfolgte die Umstellung auf den sanften Rebschnitt nach Simonit & Sirch. Das Weingut ist Mitglied der Biovereinigung respekt-BIODYN sowie der Vereinigung Österreichische Traditionsweingüter (ÖTW).

## Pionier für Drehverschluss in Österreich
Am 5. Mai 2003 wurden erstmals die Flaschen der aus den Lagen Heiligenstein, Lamm und Gaisberg abgefüllten Topqualitäten mit Drehverschlüssen versehen. Johannes Hirsch hatte es – trotz der in österreichischen Fachkreisen mit großer Emotion geführten Diskussion – als erster österreichischer Erzeuger gewagt, die Bouteillen seiner Spitzenweine mit Schraubverschlüssen auszustatten (bis dahin waren nur Flaschen von Basisqualitäten mit Schraubverschlüssen, jene von Topqualitäten hingegen immer mit Korken verschlossen worden). Hirsch sorgte damit für beträchtliches Aufsehen. Der damalige Herausgeber des einflussreichen österreichischen Weinmagazins Falstaff, Helmut Romé, rief daraufhin sogar zum Kaufboykott auf. Wie sich jedoch herausstellen sollte, war Hirsch in der Folge Vorbild für zahlreiche österreichische Erzeuger. Mit seinem pionierhaften Schritt hatte er sich nachhaltig in die österreichische Weingeschichte eingeschrieben.
Im Jahr 2008 wurde Johannes Hirsch für seine Drehverschluss-Pioniertat von der österreichischen Tageszeitung „Die Presse“ zum Österreicher des Jahres in der Kategorie Wirtschaft nominiert. 2011 wurde er vom Falstaff-Verlag, der 2003 seine Pioniertat bekämpft hatte, zum „Winzer des Jahres“ gekürt.